# 40.ª Cumbre del G7
La 40.ª Cumbre del G7 se celebró en Bruselas, Bélgica, entre el 4 y 5 de junio de 2014. Estaba previsto que la reunión fuese realizada en Sochi, Rusia, pero debido a la crisis resultante de la adhesión de Crimea a este país, la cita fue trasladada a la ciudad belga ya que los otros siete miembros del grupo decidieron que la cumbre se celebraría sin Rusia.
Se habló de suspender o expulsar a Rusia del G8. El 24 de marzo, el primer ministro del Reino Unido, David Cameron, anunció que el encuentro no se llevaría a cabo en Rusia debido a la crisis de Crimea.
El G8 fue un foro no oficial que reunía a los jefes de las ocho grandes potencias democráticas mundiales: Alemania, Francia, el Reino Unido, Italia, Japón, Estados Unidos y Canadá (todos desde 1976); junto con Rusia (desde 1998), y la Comisión Europea (desde 1981). Cuando los otros siete países deciden celebrar la 40.º de estas reuniones sin Rusia, los medios denominaron la reunión como “G7 N°40”.

## Los participantes
Entre los asistentes estuvieron los líderes de los siete países miembros del G-7, así como los representantes de la Unión Europea. El Presidente de la Comisión Europea es un participante permanente de bienvenida en todas las reuniones y toma de decisiones desde 1981.
- Canadá
- Francia
- Alemania
- Italia
- Japón
- Reino Unido
- Estados Unidos
- Unión Europea

## Cancelación de la 40° Reunión del G8
Tradicionalmente, el país anfitrión de la reunión del G-8 establece el orden del día. El jefe de Estado Mayor, Sergei Ivanov, fue el presidente del comité de preparación para la presidencia rusa del G8. Se esperaba que los líderes se centraran en las respuestas a las nuevas amenazas mundiales. La infraestructura de los Juegos Olímpicos de Invierno de 2014 fue considerada para ser utilizado como sede de la cumbre del G8.
Después de los acontecimientos de Crimea en marzo de 2014, Italia, Japón, Alemania, Canadá, Francia, Reino Unido y Estados Unidos, así como el presidente del Consejo Europeo y el presidente de la Comisión Europea suspendieron su participación en las reuniones preparatorias para el G8. En su declaración los líderes de los países del G7 afirmaron que la ocupación rusa de Crimea estaba en contra de los principios del G7 y contravino la Carta de las Naciones Unidas.